# Сан Ђерзоле - Торе Росе (Фиренца)
Сан Ђерзоле - Торе Росе је насеље у Италији у округу Фиренца, региону Тоскана.
Према процени из 2011. у насељу је живело 169 становника. Насеље се налази на надморској висини од 238 м.